# Mohammed Drar
Mohammed Drar (1894-1964) fue un botánico, y político egipcio; que accedió al Ministerio de Agricultura de Egipto.

## Algunas publicaciones
- vivi Täckholm, mohammed Drar. 1959. Flora of Egypt. Vol. II. Bulletin of the Facultyof Science, N.º 28. Cairo : Fouad I University Press, pp. 99-163

### Libros
- vivi Täckholm, mohammed Drar. 1974. Students' flora of Egypt. Volumen 1. Cairo University Herbarium Publication 5. 2ª edición de Cairo Univ. Press. 888 pp.
- ---------------------, -----------------------, gunnar vilhelm Täckholm. 1973. Flora of Egypt...: cyperaceae, juncaceae.... Angiospermae, part monocotyledones. Volumen 2. Editor Otto Koelts Antiquariat, 547 pp.
- mohammed Drar. 1970. A botanic expedition to the Sudan in 1938. Nº 3 de Publication, Cairo Jāmiʻat al-Qāhirah. Editor Cairo Univ. Press, 113 pp.
- ------------------------. 1937. Enumeration of the plants collected at Gebel Elba during two expeditions. Nº 149 de Bulletin, Egypt Wizārat al-Zirāʻah. Editor Gov. Press, 123 pp.

## Eponimia
- (Asteraceae) Scorzonera drarii Tackh.[1]
- (Poaceae) Aristida drarii Täckh.[2]
- (Poaceae) Stipagrostis drari (Tackh.) De Winter[3]